# Seleção Neozelandesa de Rugby Union
A Seleção Neozelandesa de Rugby Union é uma das melhores equipes de Rugby do mundo. Mais conhecidos como All Blacks (em português: Todos Pretos), a seleção teve este apelido dado devido a um artigo britânico que se referia ao movimento de avanço sistemático da equipe como all backs (todos na retaguarda). Esta expressão foi mal entendida e se tornou All Blacks (que faz alusão à roupa) de hoje em dia.
O rugby union é o esporte principal da Nova Zelândia, e ser escalado para compor a seleção dos All Blacks é uma grande honra para os jogadores do país. Os neozelandeses são considerados o que há de melhor no rugby union atualmente. Tal afirmação é reforçada pela conquista da primeira Copa do Mundo em 1987, e do bi-campeonato nas duas últimas edições, em 2011 e em 2015 (primeira seleção a conseguir tal feito), pelas dez vezes que foram campeões da Tri Nations, e pelos Grands Slams de 1978 e 2005 em que venceram as seleções da Inglaterra, Irlanda, País de Gales e Escócia.
Atualmente, os All Blacks são titulares da Copa Bledisloe, um troféu anual que disputam com a Austrália, sua maior rival. Os All Blacks ocupam a primeira posição do ranking da Federação Internacional de Rugby Union.

## História

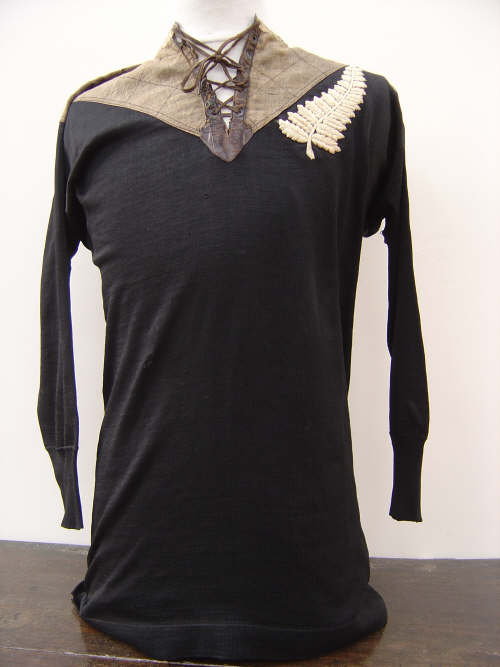
Camisa dos All Blacks de 1905.

O rugby union foi introduzido na Nova Zelândia por Charles Monro na década de 1860, que havia praticado o esporte na Christ College na Inglaterra. O primeiro jogo se deu em 1870 entre o Nelson Club e o Nelson College, a primeira união foi formada em Canterburry em 1879. O primeiro jogo da seleção foi contra a união do sul da Austrália (que representava a seleção australiana) em 1882.

## Uniforme
O uniforme atual da Nova Zelândia é inteiramente preto e produzido pela marca Adidas, com o logo da marca à direita e o símbolo da confederação à esquerda. A primeira vez em que a selecção fez um tour no exterior foi na Austrália, em 1884; na época, a camisa era azul escura, com o símbolo em dourado. Quando a confederação neozelandesa foi fundada, em 1893, eles estipularam um uniforme totalmente preto. Mas somente em 1901 que os All Blacks adotaram a atual versão, que é hoje em dia considerado o uniforme de rugby mais conhecido do mundo.

## Haka

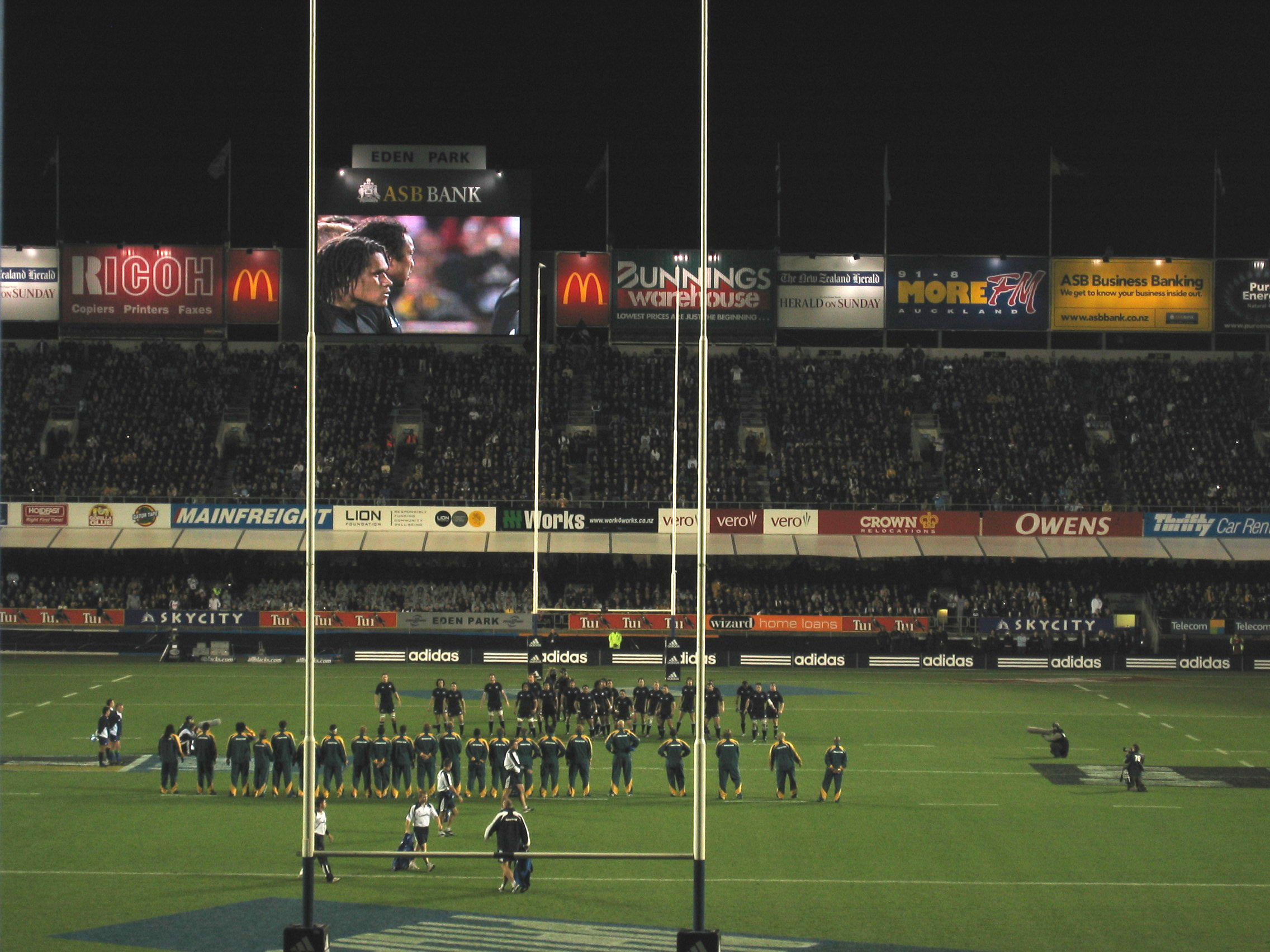
Os All Blacks se preparando para a haka no jogo da final da Copa das Três Nações, contra a Austrália, de 2005

Os All Blacks realizam antes de cada disputa a performance da haka, uma dança maori. Até 2005, a haka apresentada pela equipa era a Ka Mate. Antes da Copa das Três Nações de agosto de 2005, num amistoso contra a África do Sul, os neozelandeses apresentaram, liderados por Tana Umaga, uma nova haka, a Kapa o Pango, que foi criada para retratar a aparência contemporânea da Nova Zelândia, em particular, a influência da cultura Polinésia do Pacífico Sul. A nova haka só é apresentada em ocasiões especiais e não substitui a Ka Mate. A haka Kapa o Pango é uma fonte de controvérsias, especialmente na parte em que os neozelandeses põem a unha sobre o pescoço com o punho fechado e a arrastam, insinuando a morte por degolação. Apesar disso, os adversários dos All Blacks nunca reclamaram da haka.

## Competições

### Copa do Mundo de Rugby Union
Sempre considerados favoritos nas Copas do Mundo de Rugby, a Seleção Neozelandesa se sagrou campeã em três oportunidades:
- na primeira edição na Austrália e na Nova Zelândia, em 1987
- na edição na Nova Zelândia, em 2011.
- e na última edição, realizada na Inglaterra, em 2015

Na última Copa do Mundo, os All Blacks quebraram vários recordes dentre eles:
- primeira seleção a ganhar duas copas do mundo seguidas
- primeira seleção a ganhar três copas do mundo

| Resumo na Copa do mundo: = Vitória - Empate - Derrota |                |                           |                  |            |                |       |
| Ano                                                   | Lugar          | 1 Turno                   | Quartas-de-final | Semifinais | Terceiro lugar | Final |
| 1987                                                  | Campeã         | 70-6; 74-13; 46-15        | 30-3             | 49-6       |                | 29-9  |
| 1991                                                  | Terceiro lugar | 18-12; 49-6; 31-21        | 29-13            | 6-16       | 13-6           |       |
| 1995                                                  | Vice-Campeã    | 43-19; 34-9; 145-17       | 48-3             | 45-29      |                | 12-15 |
| 1999                                                  | 4°             | 45-9; 30-16; 101-3;       | 30-18            | 31-43      | 18-22          |       |
| 2003                                                  | Terceiro lugar | 70-7; 68-6; 91-7; 53-37   | 29-9             | 10-22      | 40-13          |       |
| 2007                                                  | 5°             | 76-14; 108-13; 40-0; 85-8 | 18-20            |            |                |       |
| 2011                                                  | Campeã         | 41-10; 83-7; 37-17; 79-15 | 33-10            | 20-6       |                | 8-7   |
| 2015                                                  | Campeã         | 26–16; 58–14; 43-10; 47–9 | 62-13            | 20-19      |                | 34-17 |

### Três Nações eThe Rugby Championship
Os All Blacks participam anualmente no torneio principal do hemisfério sul. Até 2011 o torneio foi chamado Três Nações (Tri Nations) contra as seleções sul-africana e australiana. Desde 2012 foi adicionada a seleção argentina, formando o novo torneio The Rugby Championship.
Resumo Três Nações
| Seleção       | Partidas | Partidas | Partidas | Partidas | Pontos  | Pontos | Pontos    | Pontos bônus | Pontos tabela | Títulos |
| Seleção       | jogos    | vitórias | empates  | derrotas | a favor | contra | diferença | Pontos bônus | Pontos tabela | Títulos |
| ------------- | -------- | -------- | -------- | -------- | ------- | ------ | --------- | ------------ | ------------- | ------- |
| Nova Zelândia | 72       | 50       | 0        | 22       | 1936    | 1395   | +541      | 32           | 232           | 10      |
| Austrália     | 72       | 29       | 1        | 42       | 1490    | 1682   | -192      | 34           | 152           | 3       |
| África do Sul | 72       | 28       | 1        | 43       | 1441    | 1790   | -349      | 24           | 138           | 3       |

Resumo The Rugby Championship
| Seleção       | Partidas | Partidas | Partidas | Partidas | Pontos  | Pontos | Pontos    | Pontos bônus | Pontos tabela | Títulos |
| Seleção       | jogos    | vitórias | empates  | derrotas | a favor | contra | diferença | Pontos bônus | Pontos tabela | Títulos |
| ------------- | -------- | -------- | -------- | -------- | ------- | ------ | --------- | ------------ | ------------- | ------- |
| Nova Zelândia | 27       | 24       | 1        | 2        | 890     | 421    | +469      | 17           | 115           | 4       |
| Austrália     | 27       | 13       | 1        | 13       | 553     | 662    | -109      | 5            | 59            | 1       |
| África do Sul | 27       | 12       | 1        | 14       | 639     | 604    | +35       | 12           | 62            | -       |
| Argentina     | 27       | 3        | 1        | 23       | 466     | 861    | -395      | 9            | 23            | -       |